# Boara Pisani
Boara Pisani es una localidad y comune italiana de la provincia de Padua, región de Véneto, con 2.556 habitantes.

## Evolución demográfica
| Gráfica de evolución demográfica de Boara Pisani entre 1861 y 2001 |
|                                                                    |
| Fuente ISTAT - elaboración gráfica de Wikipedia                    |